# 非草隆
非草隆（化学名：1,1-二甲基-3-苯基脲）化学式C9H12N2O，是一种除草剂。它可由异氰酸苯酯和二甲胺为原料反应得到。